# Daniela Nobili
Daniela Loredana Nobili (Milano, 10 dicembre 1942) è un'attrice, doppiatrice e direttrice del doppiaggio italiana.

## Biografia
Attrice di formazione teatrale (ha frequentato l'Accademia nazionale d'arte drammatica), ha alternato per diversi anni l'attività interpretativa a quella di doppiatrice.
In teatro ha lavorato con le maggiori compagnie di giro: Anna Proclemer e Giorgio Albertazzi, Franco Zeffirelli, Rina Morelli e Paolo Stoppa, Arnoldo Foà, Luca Ronconi, Giancarlo Giannini, Monica Vitti e Rossella Falk, Maurizio Micheli (con cui è stata sposata), Nino Taranto, Aroldo Tieri e Giuliana Lojodice.
Come doppiatrice si è occupata della direzione del doppiaggio e dell'adattamento dei dialoghi italiani di numerose serie e miniserie televisive e film per la televisione fra cui Il giovane Mussolini e X-Files.

## Vita privata
È stata sposata con l'attore Maurizio Micheli, dal quale ha avuto il figlio Guido. Dopo il divorzio si è poi risposata con l'imprenditore e direttore del doppiaggio Gianni Galassi.

## Filmografia

### Cinema
- Gradiva, regia di Giorgio Albertazzi (1970)

### Televisione
- Una tragedia americana, regia di Anton Giulio Majano, terza puntata, 25 novembre 1962.
- Un cuore onesto, da Ivan Turgenev, regia di Giacomo Colli, 4 settembre 1964.
- A morire c’è sempre tempo, di Elaine Morgan, regia di Flaminio Bollini, 5 dicembre 1964.
- Gavaut – Minard e soci, di Edmond Gondinet, regia di Davide Montemurri, 19 ottobre 1966.
- Il testimone, testo e regia di Arnoldo Foà, Bologna, Teatro Duse, 25 febbraio 1968.
- La bancarotta, di Carlo Goldoni, regia di Carlo Lodovici, 7 marzo 1968.
- Agamennone, di Vittorio Alfieri, regia di Davide Montemurri, 25 giugno 1968.
- Il bugiardo, di Carlo Goldoni, regia di Carlo Lodovici, 23 luglio 1968.
- Ruy Blas, di Victor Hugo, regia di Mario Ferrero, 26 dicembre 1968.
- Arsenico e vecchi merletti, di Joseph Kesselring, regia di Davide Montemurri, 17 agosto 1969.
- Gl'innamorati, di Carlo Goldoni, regia di Carlo Lodovici, 4 novembre 1969.
- Temporale, di August Strindberg, regia di Claudio Fino, 21 settembre 1973.
- Cinque uomini sorridenti, di Vittorio Barino e Franco Enna, regia di Vittorio Barino, RTSI, 8 e 9 gennaio 1974.
- I negri di Ballad, di Christopher Guinee, regia di Sandro Bertossa, RTSI, 30 aprile 1975.
- La traversata, di Edith Bruck, regia di Nelo Risi, 7 maggio 1976.
- Chi?, regia di Giancarlo Nicotra: 
  - episodio Cronaca di un omicidio, 10 ottobre 1976;
  - episodio Un cioccolatino in più, 7 novembre 1976;
  - episodio Caccia al testimone, 21 novembre 1976;
  - episodio Tutto in silenzio, 19 dicembre 1976;
  - episodio Stasera alle undici, 6 gennaio 1977.
- Chewing gum show, regia di Giancarlo Nicotra, 6 puntate, dal 15 maggio al 19 giugno 1983.

## Radio
- Federico, eccetera eccetera, striscia quotidiana di Maurizio Costanzo, 1 aprile-3 giugno 1971.
- R.U.R., di  Karel Čapek, regia di Gennaro Magliulo, 29 gennaio 1972.
- Ad ovest di Suez, di John Osborne, regia di Massimo Manuelli, 13 maggio 1973.
- L’ombra che cammina, di Gino Magazù, regia di Carlo Di Stefano, dall’11 al 29 giugno 1973.
- Il fuoco dei marziani, di Raoul Maria De Angelis, regia di Carlo Di Stefano, 1 agosto 1973.
- Mooney e le sue roulottes, di Peter Terson, regia di Dante Raiteri, 25 ottobre 1973.
- Il treno d'Istanbul, di Graham Greene, regia di Umberto Benedetto, 10 puntate, dal 5 al 16 novembre 1973.
- Il borghese gentiluomo, di Molière, regia di Roberto Guicciardini, 17 novembre 1973.
- Ritratto di donna grassa, di Günther Rücker, regia di Dante Raiteri, 18 maggio 1976.
- Il fabbro del convento, di Ponson du Terrail, regia di Umberto Benedetto, 15 puntate, dal 23 gennaio al 10 febbraio 1978.
- Caroline chérie, di Cecil Saint-Laurent, regia di Umberto Benedetto, 20 puntate, dal 4 al 26 maggio 1978.
- Nella misura in cui…, di Maurizio Micheli e Giorgio Viterbo, dall’8 luglio al 30 settembre 1978.
- Dolcezze di mamma, di Italo Alighiero Chiusano, regia di Umberto Benedetto, 28 febbraio 1979.
- Una persona di famiglia, di Muriel Spark, regia di Carlo Di Stefano, 1 maggio 1979.
- Caccia alla meteora, di Jules Verne, regia di Umberto Benedetto, 12 puntate, dal 27 aprile al 9 maggio 1981.
- Il profondo mare azzurro, di Terence Rattigan, regia di Umberto Benedetto, 21 novembre 1987.

## Doppiaggio

### Cinema

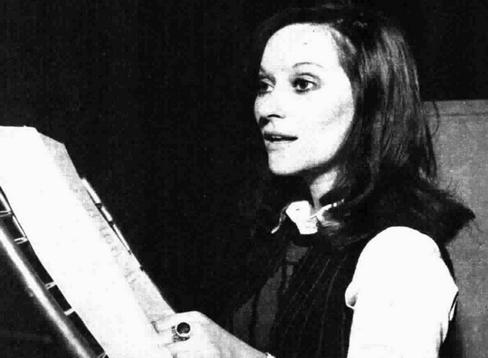
Daniela Nobili in sala di registrazione

- Hanna Schygulla in Le lacrime amare di Petra Von Kant, La terza generazione, Terra promessa, Ai confini del paradiso
- Geneviève Bujold in L'ultimo viaggio dell'arca di Noè, Coma profondo, Inseparabili
- Beverly D'Angelo in Il mio papà è il Papa, Un amore, forse due
- Sigourney Weaver in Benvenuti a Cedar Rapids
- Charlotte Rampling in Non lasciarmi
- Jacqueline Bisset in Bullitt
- Victoria Abril in Formidabili amici...
- Goldie Hawn in Amici come prima
- Jessica Lange in Lontano da Isaiah, Grey Gardens - Dive per sempre
- Diane Keaton in La tamburina
- Lauren Hutton in Un matrimonio
- Lesley Ann Warren in L'inglese
- Kate Mulgrew in Star Trek: La nemesi
- Teri Garr in Casper e Wendy - Una magica amicizia
- Dominique Sanda in Il viaggio
- Blanca Guerra in Santa Sangre
- Lisa Harrow in Ultimi giorni da noi
- Susan Tyrrell in Cry-Baby
- Alison Steadman in Dolce è la vita
- Olivia Hussey in Psycho IV
- Grace Zabriskie in La bambola assassina 2
- Karen Alston in Halloween 4 - Il ritorno di Michael Myers
- Valerie Perrine in Mattatoio 5
- Katharine Ross in Uomini d'amianto contro l'inferno
- Kay Lenz in Chi è sepolto in quella casa?
- Violet Hilton in Freaks
- Adrienne Barbeau in Creepshow
- Carole Lombard in Nulla sul serio
- Louise Portal in Le invasioni barbariche
- Elena Safonova in L'accompagnatrice
- Gina Bortolin in Blackrock
- Maite Blasco in Il cane dell'ortolano
- Viveka Seldahl in Breaking Out
- Miou-Miou in Tango
- Anémone in Lautrec
- Sharmila Tagore in Mississippi Masala
- Yumi Shirakawa in  L'ultima guerra
- Keiko Matsuzaka in Dr. Akagi
- Corinne Cléry in Il mondo di Yor
- Edwige Fenech in Asso
- Fabiola Toledo in Demoni
- Sarah Miles in Misfatto bianco
- Mahmure Handan in Insegnami ad uccidere

### Televisione
- Angie Dickinson in Police Story, Follia in alto mare
- Bonnie Bedelia in Prova d'innocenza, Her costly affair
- Faye Dunaway in Silhouette, L'orgoglio di un figlio
- Joanna Kerns in Terror in the Family, Una madre lo sa
- Ann Jillian in Our son, the matchmaker, Little White Lies
- Susan Sarandon in I figli di Dune
- Anne Canovas in Bianco, blu e rosso
- Rebecca Riggs in Farscape - Le guerre dei Pacificatori
- Jessica Lange in Grey Gardens - Dive per sempre
- Cybill Shepherd in I viaggi del cuore
- Beverly D'Angelo in Un bambino perso per sempre
- Liv Ullmann in Prigioniero senza nome
- Linda Purl in La mia nemica
- Valerie Perrine in Sweet Bird of Youth
- Megan Butler in Indagine ad alta velocità
- Lindsay Wagner in Una seconda chance
- Sondra Locke in Fai come ti pare
- Anne Archer in Jake's Women
- Theresa Russell in Bad Timing
- Alex Kingston in E.R. - Medici in prima linea, Arrow
- Kate Mulgrew in Star Trek: Voyager
- Ashley Crow in Heroes
- Bebe Neuwirth in Law & Order - Il verdetto
- Deirdre Lovejoy in The Wire
- Adrienne Barbeau in Carnivàle
- Bonnie Bartlett in A cuore aperto
- Kathryn Harrold in Macgruder & Loud
- Yasuko Nagazumi in Spazio 1999
- Stockard Channing in Out of Practice - Medici senza speranza
- Jane Lynch in Agenzia matrimoniale Lovespring International
- Valerie Harper in Rhoda
- Judy Carne in Amore in soffitta
- Ann Jillian in Nancy, Sonny & Co.
- Elizabeth Hawthorne in Cleopatra 2525
- Stephanie Beacham in Sister Kate
- Michelle Goodger in Le avventure di Black Stallion
- Eve Plumb in Fudge
- Jenny Agutter in Spooks
- Ursela Monn in Zoo Doctor
- Amy Aquino in E.R. - Medici in prima linea
- Patricia Kalember, Susan Keith in Quando si ama
- Nancy Frangione in Destini
- Samantha Bond in Downton Abbey
- Marcela López Rey in Il mondo di Patty

### Cartoni animati
- Yuki in Capitan Harlock